# Ryōta Kashimura
Ryōta Kashimura (japanisch 柏村 亮太 Kashimura Ryōta, * 13. August 1991) ist ein japanischer Leichtathlet, der sich auf den Hammerwurf spezialisiert hat.

## Sportliche Laufbahn
Erste internationale Erfahrungen sammelte Ryōta Kashimura im Jahr 2010, als er bei den Juniorenweltmeisterschaften im kanadischen Moncton mit einer Weite von 58,91 m in der Qualifikationsrunde ausschied. 2013 belegte er bei den Ostasienspielen in Tianjin mit 63,06 m den vierten Platz und 2017 gelangte er bei den Asienmeisterschaften in Bhubaneswar mit 68,02 m auf Rang sechs. 2021 siegte er mit 71,12 m beim Shizuoka International Athletics Meet, wie auch 2023 mit 72,92 m. Anschließend wurde er bei den Asienmeisterschaften in Bangkok mit 71,24 m Vierter. Im September wurde er bei den Asienspielen in Hangzhou mit 70,72 m Vierter.
In den Jahren 2016 und 2017 sowie 2020 und 2022 wurde Kashimura japanischer Meister im Hammerwurf.